# 隔窗友緣
是一套2000年的美國劇情電影，由吉士·雲·辛執導，辛·康納利及洛·布朗等主演。本片描述一名黑人青少年靠體育天份入名校就讀後，機緣巧合下與一名隱居已久的知名作家建立起友誼，從而開始醉心寫作的故事。
雖然本片不是改編自真人真事，但有不少人都認為片中的知名作家很有可能是影射《麥田捕手》的作家J·D·塞林格。

## 演員表
- 辛·康納利 飾演 霍威廉（William Forrester）
- 洛·布朗（英语：Rob Brown (actor)） 飾演 華占姆（Jamal Wallace）
- F·莫瑞·亞伯拉罕 飾演 Crawford
- 安娜·派昆 飾演 Claire
- 巴斯達韻 飾演 Terrell
- April Grace 飾演 Ms. Joyce
- 米高·彼特 飾演 Coleridge
- 麥·迪文 飾演 Sanderson
- 格倫·菲茨傑拉德（英语：Glenn Fitzgerald） 飾演 Massie

## 軼事
辛·康納利的其中一句對白：「You're the man now, dog.」引發了一個網絡迷因：YTMND

## 參註
1. ↑  . Box Office Mojo.   [2010-07-14]. （原始内容存档于2017-04-23）.
2. ↑  盧勁業. . 明報 (明報通識網L.I.F.E.). 2010-01-30  [2010-07-14]. （原始内容存档于2017-08-23）.

## 外部連結
- 互联网电影数据库（IMDb）上《隔窗友緣》的资料（英文）
- AllMovie上《隔窗友緣》的资料（英文）
- 爛番茄上《隔窗友緣》的資料（英文）
- 豆瓣电影上《隔窗友緣》的資料 （简体中文）
- Metacritic上《隔窗友緣》的資料（英文）
- Box Office Mojo上《隔窗友緣》的資料（英文）